# Aki Käppeler
Aki Käppeler (* 10. Juli 1994 in Stuttgart) ist ein deutsch-amerikanischer Feldhockeyspieler und aktuell Spieler im Kader der amerikanischen Feldhockey-Nationalmannschaft.

## Leben
Käppeler besuchte zunächst die Albschule Degerloch und später das Karls-Gymnasium Stuttgart. Nach bestandenem Abitur besuchte er die Technische Universität Darmstadt und absolvierte im Frühjahr 2021 seinen Master of Science in Architektur, um einmal in die Fußstapfen seiner Eltern, den Architekten Maki Kuwayama und Joachim Käppeler zu treten. Seine Großeltern, die Künstler Rakuko Naito und Tadaaki Kuwayama, leben in New York und bilden die japanisch/amerikanischen Wurzeln des Sportlers.

## Karriere
Käppelers Hockeykarriere begann im Alter von neun Jahren bei den HTC Stuttgarter Kickers. Sein Länderspieldebüt hatte er im Jahr 2012, er gilt als einer der herausragendsten Verteidiger seines Kalibers. Später erfolgte der Wechsel zum Mannheimer HC. Zur Saison 2016/17 wechselte er schließlich zum TSV Mannheim, wo er unter der Trikot-Nummer 22 gemeinsam mit seinem jüngeren Bruder, Kei Käppeler, in der Defensive spielt.
Seinem exotischen Aussehen verdankt er zahlreiche Werbeverträge, unter anderem ist er Botschafter der Hockeymarke YoungOnes, außerdem plant er die Vermarktung einer eigenen Unterwäschelinie.

### Vereine
- 2020–heute – HC Klein Zwitserland
- 2016–2020 – TSV Mannheim
- 2013–2016 – Mannheimer HC
- 2004–2013 – HTC Stuttgarter Kickers

### Erfolge mit der amerikanischen Nationalmannschaft
- Gold: 2012 World League Round 1 (Chula Vista, Kalifornien), Player of the Tournament Award
- Bronze: 2019 Panamerikanische Spiele (Lima, Peru)
- Bronze: 2017 World League Round 2 (Tacarigua, Trinidad & Tobago)
- 5. Platz: 2015 Panamerikanische Spiele (Toronto, Kanada)
- 5. Platz: 2013 World League Round 2 (Rio de Janeiro, Brasilien)
- 7. Platz: 2015 World League Round 2 (Chula Vista, Kalifornien)

### Weitere Karriere Highlights
- 2015: Series against Argentina (Boston, Massachusetts), European Tour (Den Haag, Niederlande & Antwerpen, Belgien)
- 2012: Junior Pan Amerikanischen Spiele (4. Platz, Guadalajara, Mexiko)
- 2012: Aufnahme in den Amerikanischen Nationalkader[2]